# Ishide Tatewaki
Ishide Tatewaki (石出帯刀) est le nom héréditaire adopté par le chef de chaque génération de rōya bugyō (magistrat des prisons) au cours de l'époque d'Edo du Japon. Le nom « Ishide Tatewaki » est d'abord emprunté par un homme appelé Honda Tsunemasa (本多常政), qui réside dans un village du nom de Ishide. Bien que le premier « Ishide Tatewaki » a servi Tokugawa Ieyasu dans une fonction militaire et a participé à la campagne d'Osaka, il est nommé magistrat des prisons à cause de la surabondance de bandits dans la région de Kantō, et bientôt l'emploi devient héréditaire
La famille Ishide poursuit ses activités en tant que magistrats des prisons jusqu'à la disparition du shogunat des Tokugawa et le début de l'ère Meiji.